# Tênis de mesa nos Jogos Insulares de 2023
As competições de tênis de mesa nos Jogos Insulares de 2023 serão disputados em Lé Vale, Guernsey, entre os dias 9 e 14 de julho. Serão realizados um total de seis eventos, entre masculino, feminino, duplas mistas e equipes, e as partidas ocorrerão no Guernsey Table Tennis Centre.

## Participantes
- Åland
- Alderney
- Gibraltar
- Gotland
- Gozo
- Groelândia
- Guernsey (Anfitrião)
- Ilha de Man
- Ilha de Wight
- Ilhas Cayman
- Ilhas Faroé
- Ilhas Malvinas
- Jersey
- Minorca
- Shetland

## Medalhistas
| Evento               | Ouro                           | Prata                             | Bronze                                 |
| -------------------- | ------------------------------ | --------------------------------- | -------------------------------------- |
| Masculino individual | Max Hedbom Gotland             | Jordan Wykes Jersey               | Luc Miller Jersey                      |
| Masculino individual | Max Hedbom Gotland             | Jordan Wykes Jersey               | Ivik Nielsen Groelândia                |
| Duplas masculinas    | Luc Miller Jordan Wykes Jersey | Jonas Berglund Max Hedbom Gotland | Aqqalu Nielsen Ivik Nielsen Groelândia |
| Duplas masculinas    | Luc Miller Jordan Wykes Jersey | Jonas Berglund Max Hedbom Gotland | Garry Dodd Benjamin Foss Guernsey      |
| Feminino individual  |                                |                                   |                                        |
|                      |                                |                                   |                                        |
| Duplas femininas     |                                |                                   |                                        |
|                      |                                |                                   |                                        |
| Duplas mistas        |                                |                                   |                                        |
|                      |                                |                                   |                                        |
| Equipes              |                                |                                   |                                        |
|                      |                                |                                   |                                        |